# Stopp (Veronica Maggio-låt)
Stopp är en singel av den svenska sångerskan Veronica Maggio. Låten släpptes som andra singel från hennes andra album Och vinnaren är den 1 juni 2008. Låten är producerad av Kihlen från bandet Snook.

## Listplaceringar
| Lista (2008) | Topplacering |
| ------------ | ------------ |
| Sverige      | 30           |

### Fotnoter
1. ↑  ”Listplacering”. http://swedishcharts.com/showitem.asp?interpret=Veronica+Maggio&titel=Stopp&cat=s. Läst 17 april 2011.